# Fußball-Weltmeisterschaft 1986/Nordirland
Dieser Artikel behandelt die nordirische Fußballnationalmannschaft bei der Fußball-Weltmeisterschaft 1986.

## Qualifikation
| Finnland   | - | Nordirland | 1:0 | Valvee 55'                                                                           |
| Nordirland | - | Rumänien   | 3:2 | Iorgulescu (Eigentor) 34', Whiteside 61', Martin O’Neill 73' / Hagi 36', Geolgău 80' |
| Nordirland | - | Finnland   | 2:1 | John O’Neill 44', Armstrong 51' / Lipponen 22'                                       |
| Nordirland | - | England    | 0:1 | Hateley 77'                                                                          |
| Nordirland | - | Türkei     | 2:0 | Whiteside 4' 54'                                                                     |
| Türkei     | - | Nordirland | 0:0 |                                                                                      |
| Rumänien   | - | Nordirland | 0:1 | Quinn 29'                                                                            |
| England    | - | Nordirland | 0:0 |                                                                                      |

## Nordirisches Aufgebot
| Nr.               | Name              | Verein vor WM-Beginn   | Geburtstag | Spiele   | Tore     | Gelbe Karte | Rote Karte |
| Torhüter          | Torhüter          | Torhüter               | Torhüter   | Torhüter | Torhüter | Torhüter    | Torhüter   |
| ----------------- | ----------------- | ---------------------- | ---------- | -------- | -------- | ----------- | ---------- |
| 1                 | Pat Jennings      | FC Everton             | 12.06.1945 | 3        | 0        | 0           | 0          |
| 12                | Jim Platt         | FC Coleraine           | 26.01.1951 | 0        | 0        | 0           | 0          |
| 13                | Phil Hughes       | FC Bury                | 19.11.1964 | 0        | 0        | 0           | 0          |
| Abwehrspieler     |                   |                        |            |          |          |             |            |
| 2                 | Jimmy Nicholl     | West Bromwich Albion   | 28.12.1956 | 3        | 0        | 0           | 0          |
| 3                 | Mal Donaghy       | Luton Town             | 13.09.1957 | 3        | 0        | 1           | 0          |
| 4                 | John O’Neill      | Leicester City         | 11.03.1958 | 3        | 0        | 0           | 0          |
| 5                 | Alan McDonald     | Queens Park Rangers    | 12.10.1963 | 3        | 0        | 0           | 0          |
| 15                | Nigel Worthington | Sheffield Wednesday    | 04.11.1961 | 2        | 0        | 1           | 0          |
| 18                | John McClelland   | FC Watford             | 07.12.1955 | 0        | 0        | 0           | 0          |
| Mittelfeldspieler |                   |                        |            |          |          |             |            |
| 6                 | David McCreery    | Newcastle United       | 16.09.1957 | 3        | 0        | 0           | 0          |
| 7                 | Steve Penney      | Brighton & Hove Albion | 06.01.1964 | 2        | 0        | 0           | 0          |
| 8                 | Sammy McIlroy     | Manchester City        | 02.08.1954 | 3        | 0        | 1           | 0          |
| 10                | Norman Whiteside  | Manchester United      | 07.05.1965 | 3        | 1        | 1           | 0          |
| 16                | Paul Ramsey       | Leicester City         | 03.09.1962 | 0        | 0        | 0           | 0          |
| 20                | Bernard McNally   | Shrewsbury Town        | 17.02.1963 | 0        | 0        | 0           | 0          |
| 21                | David Campbell    | Nottingham Forest      | 02.06.1965 | 1        | 0        | 0           | 0          |
| Stürmer           |                   |                        |            |          |          |             |            |
| 9                 | Jimmy Quinn       | Blackburn Rovers       | 18.11.1959 | 0        | 0        | 0           | 0          |
| 11                | Ian Stewart       | Newcastle United       | 10.09.1961 | 3        | 0        | 0           | 0          |
| 14                | Gerry Armstrong   | West Bromwich Albion   | 23.05.1954 | 1        | 0        | 0           | 0          |
| 17                | Colin Clarke      | AFC Bournemouth        | 30.10.1962 | 3        | 1        | 0           | 0          |
| 19                | Billy Hamilton    | Oxford United          | 09.05.1957 | 3        | 0        | 1           | 0          |
| 22                | Mark Caughey      | FC Linfield            | 31.08.1960 | 0        | 0        | 0           | 0          |
| Trainer           |                   |                        |            |          |          |             |            |
|                   | Billy Bingham     |                        | 05.08.1931 |          |          |             |            |

## Spiele der nordirischen Mannschaft

### Vorrunde
- Algerien –  Nordirland 1:1 (0:1)

Stadion: Estadio Tres de Marzo (Guadalajara)
Zuschauer: 22.000
Schiedsrichter: Butenko (Sowjetunion)
Tore: 0:1 Whiteside (6.), 1:1 Zidane (59.)
- Spanien –  Nordirland 2:1 (2:0)

Stadion: Estadio Tres de Marzo (Guadalajara)
Zuschauer: 28.000
Schiedsrichter: Brummeier (Österreich)
Tore: 1:0 Butragueño (1.), 2:0 Salinas (18.), 2:1 Clarke (46.)
- Brasilien –  Nordirland 3:0 (2:0)

Stadion: Estadio Jalisco (Guadalajara)
Zuschauer: 51.000
Schiedsrichter: Kirschen (DDR)
Tore: 1:0 Careca (15.), 2:0 Josimar (42.), 3:0 Careca (87.)